# Арнд Курт
Арнд Курт (англ. Arndt, Kurt) — німецький військовик часів Другої світової війни, звання СС Унтершарфюрер (SS — Unterscharfuhrer). Добровільно пішов на співпрацю з німецьким урядом й був направлений до військ СС.
Розпочав свою кар'єру в нацистських органах з Центру евтаназії «Гадамар». Згодом його вже було направлено до СС підрозділу табору «Собібор» де він числився за «Кампусом 2» (робочому таборі) в цьому винищувальному таборі. Після закриття «Собібору» Курт перевівся до концентраційного табору Заксенгаузен.
Опісля війни його було звинувачено у причетності до військових злочинів за часи Другої світової війни. Арнда Курта так й не було віднайдено.